# Bastiaan Kroeger
Bastiaan Kroeger, né le 7 avril 1978 à Arnhem, est un scénariste néerlandais.

## Filmographie
- 2006 : Tar de Sacha Polak
- 2010 : C’est Déjà L’été de Martijn Maria Smits[2]
- 2013 : The Driver de Guido van Driel[3]
- 2014 : Geen Koningen in ons bloed de Mees Peijnenburg[4]
- 2018 : Nothing to Declare de Hetty de Kruijf[5]
- 2022 : Pink Moon de Floor van der Meulen